# Force aérienne éthiopienne
La Force aérienne éthiopienne est la composante aérienne des Forces de défense nationale éthiopiennes.

## Histoire
La force aérienne éthiopienne impériale est créée en 1929 et est l'une des toutes premières armées de l'air d’Afrique.
En 1945, un officier suédois, Carl Gustav von Rosen, crée à Debre Zeit une école de formation de l'Armée de l'air, qui deviendra un aéroport militaire. En 1947, elle achète 46 bombardiers légers Saab 17 de seconde main qu'elle utilise jusqu'en 1978 ainsi que 30 avions d'entrainement Saab 91 Safir.
Elle acquiert au même moment des Douglas C-47 Skytrain auprès des États-Unis.
En raison de la participation des Éthiopiens à la guerre de Corée en faveur des Sud-coréens, les États-Unis vont aider à moderniser la Force aérienne éthiopienne.
Le premier jet sera le Lockheed T-33 Shooting Star en 1957 suivi du North American F-86 Sabre en 1960 et 24 North American T-28 Trojan.
Des pilotes seront formés sur Northrop F-5 aux États-Unis durant le milieu des années 60 dont un certain Lagesse Tefera
L'empereur Haïlé Sélassié Ier inspecte les premiers Northrop F-5 Freedom Fighter A livrés en 1966 et les pilotes sont formés au maniement de l'avion aux États-Unis.
Cette encadrement américain continue après la révolution éthiopienne de 1974 en raison du soutien militaire Soviétique à la Somalie.
Il prendra fin en avril 1977 avec la rupture diplomatique avec les États-Unis.
La force aérienne a participé du 13 juillet 1977 au 23 mars 1978 à la Guerre de l'Ogaden contre la Somalie. Elle était composée exclusivement d'avions occidentaux au début du conflit.
L'aviation éthiopienne surclasse son homologue érythréenne lors de la guerre entre ces deux pays entre 1998 et 2000.
Durant la guerre du Tigré, elle subit des pertes. Le 23 juin 2021, un avion de transport Lockheed L-100 Hercules embarquant des troupes s'écrase, peut-être abattu, dans le woreda de Samreet au moins 2 Mi-24/35 sont détruits et 2 MiG-23 durant la guerre du Tigré.
En 2023, L’Éthiopie commande plusieurs Bayraktar TB2 auprès de l’entreprise turque  Baykar.
Le 16 janvier 2024, l’Éthiopie a reçu deux nouveaux chasseurs Sukhoi Su-30K « Flanker » numéro (2401 et 2402). Ces avions sont des anciens avions indiens qui ont été dans un premier temps vendu à l'Angola puis rendu à Sukhoi,. Ces avions ont une avionique française.

## Guerre de l'Ogaden
Les aéronefs en service en juillet 1977
| Aéronefs                        | Origine         | Types                     | nombre          | escadrille                    | Base rattachée  |
| Avion de chasse                 | Avion de chasse | Avion de chasse           | Avion de chasse | Avion de chasse               | Avion de chasse |
| ------------------------------- | --------------- | ------------------------- | --------------- | ----------------------------- | --------------- |
| Northrop F-5 Freedom Fighter    | États-Unis      | Avion de combat multirôle | 7               | 9 ème esc chasseur            | Diré Dawa       |
| Northrop F-5 Freedom Fighter    | États-Unis      | Avion de combat multirôle | 13              | 5 ème esc chasseur            | Debre Zeit      |
| North American F-86 Sabre       | États-Unis      | Avion de combat multirôle | 16              | 1 ère esc chasseur-bombardier | Asmara          |
| North American F-86 Sabre       | États-Unis      | Avion de combat multirôle | 16              | 4 ème esc chasseur-bombardier | Asmara          |
| English Electric Canberra       | Royaume-Uni     | Bombardier                | 6               | ?                             | Debre Zeit      |
| Avion de transport              |                 |                           |                 |                               |                 |
| Douglas C-47 Skytrain           | États-Unis      | Avion de Transport        | 20              | 21ème esc transport           | Debre Zeit      |
| Fairchild C-119 Flying Boxcar   | États-Unis      | Avion de Transport        | 9               | 21ème esc transport           | Debre Zeit      |
| Douglas C-54                    | États-Unis      | Avion de Transport        | 2               | 21ème esc transport           | Debre Zeit      |
| Avion d'entraînement            |                 |                           |                 |                               |                 |
| Saab 17                         | Suède           | Avion d'entraînement      | 12              | 3 ème esc d'entraînement      | Diré Dawa       |
| Saab 91 Safir                   | Suède           | Avion d'entraînement      | 12              | 31ème esc d'entraînement      | Diré Dawa       |
| North American T-28 Trojan      | États-Unis      | Entraînement avancé       | ?               | 32ème esc d'entraînement      | Diré Dawa       |
| Hélicoptères                    |                 |                           |                 |                               |                 |
| Sud-Aviation SA316 Alouette III | France          | hélicoptère de transport  | 3               | 4ème esc d'entraînement       | Debre Zeit      |
| Bell UH-1 Iroquois              | États-Unis      | hélicoptère de transport  | 16              | Attaché à l'armée de terre    | ?               |

Elle affrontera durant la guerre de l'Ogaden des appareils soviétiques tels que des MiG-15,des MIG-17,MIG-21 et des IL28 somaliens.
Le premier engagement aura lieu le 21 juillet au-dessus de l'Ogaden quand un C-47 et un C-119 ravitaillant la garnison durant le siège de Geladin seront interceptés par deux MIG-17 somaliens, le C-47 sera contraint d'atterrir dans le désert et l'équipage sera capturé.
Après cette perte, les avions de transports éthiopiens seront systématiquement escortés par des F-5.
Le 24 juillet, un radar éthiopien installé près de Djidjiga repère deux MIG-21 se rapprochant de deux C-47. Aussitôt, il donne l'alerte et deux F-5 les interceptent et un certain Bezabih Petros va abattre un des appareils somaliens
Dès le lendemain Lagesse Tefera sera en une journée le premier as.
Ce jour-là, il pilote un F-5. Il est accompagné par deux autres chasseurs et ils engagent 4 MIG-21.
Lagesse en abat un avec le canon de 20mm et deux autres aéronefs somaliens entrent en collision derrière l'aéronef de Lagesse, ses coéquipiers détruisant le dernier.
Après cette éclatante victoire, quatre MIG-17 seront engagés par les trois F-5 éthiopiens et Tefera en abat deux. Il sera abattu le premier septembre au-dessus de l'Ogaden et restera 11 ans en captivité à Mogadiscio.
La raison de l'éclatante supériorité aérienne éthiopienne est la connaissance de leurs aéronefs et le manque d'expérience des pilotes somaliens.
Le 13 novembre, le président somalien Mohamed Siad Barre rompt les relations avec le Kremlin. En réaction, l'URSS se rapproche définitivement de l'Éthiopie marxiste de Mengistu qui avait rompu les liens avec Washington.
Les Soviétiques vont envoyer au moins :
12 MIG-17
55 MIG-21
12 MiG-23
8 An-26
4 Mi-6
35 Mil Mi-8
6 Mil Mi-24
Les premiers MIG-21 vont être déployés à la mi-février, après la formation des pilotes débutée à la mi-novembre.
Accompagnés de F-5 ils vont attaquer la base aérienne somalienne de Hargeisa sans la moindre opposition somalienne.
À la fin de la guerre, les Éthiopiens ont perdu les appareils suivants
5 F-5
2 MiG-23
1 Canberra
3 C-47
1 T-28
8 Saab 17
Tandis que la force aérienne somalienne cesse quasiment d'exister et ses avions soviétiques seront remplacés en 1979 par des J-6 chinois.
Dès la fin de la guerre, les F-86 Sabre sont retirés du service tandis que les F-5 furent stockés en 1980 faute de pièces détachées.
En 1984, ils sont mis en vente. Ils auraient été fournis à l'Iran en 1986.

## Aéronefs
Les appareils en service en 2016 sont les suivants :

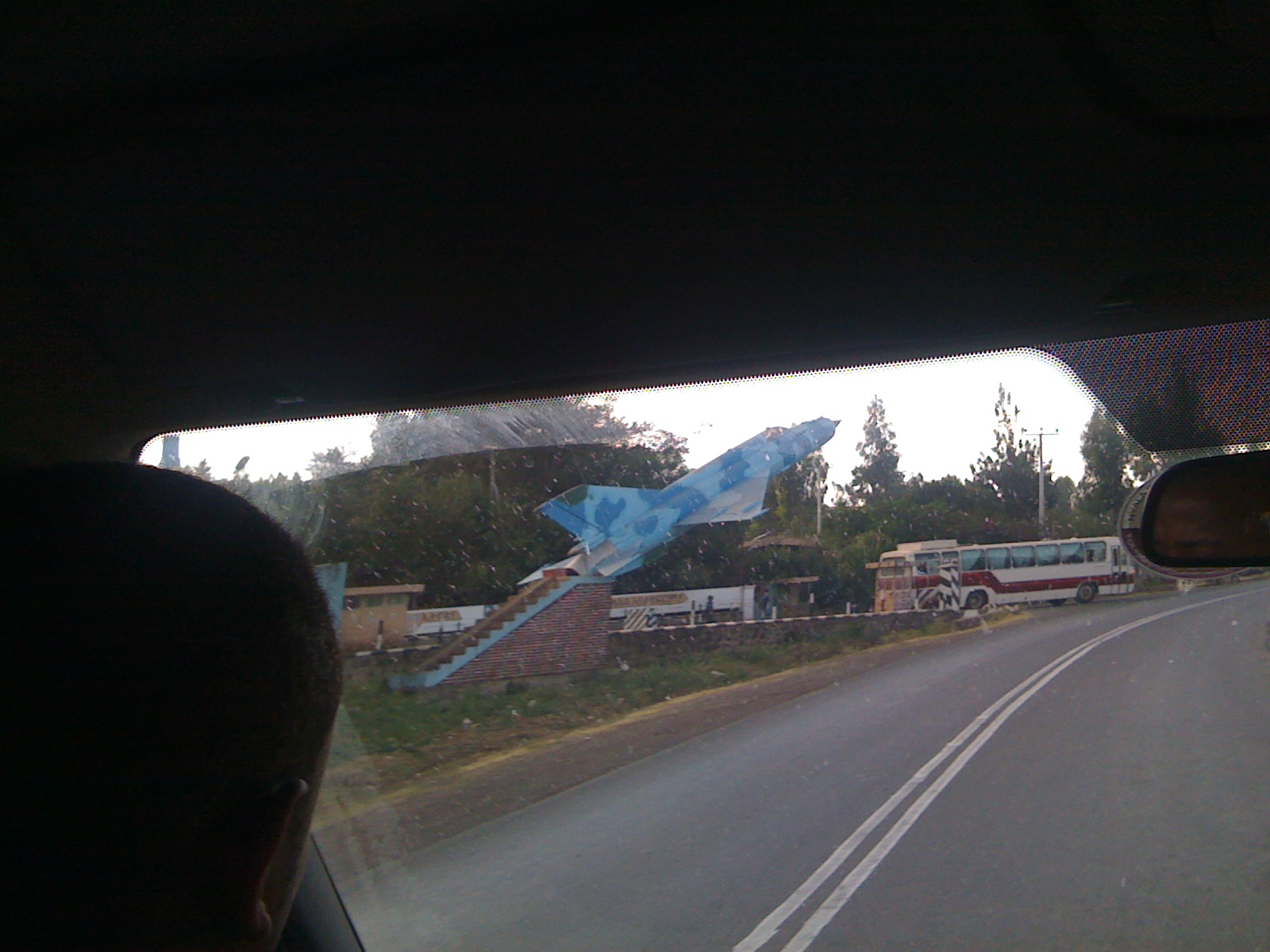
Mig 21 éthiopien à l'entrée de la base de Debre Zeit en 2010

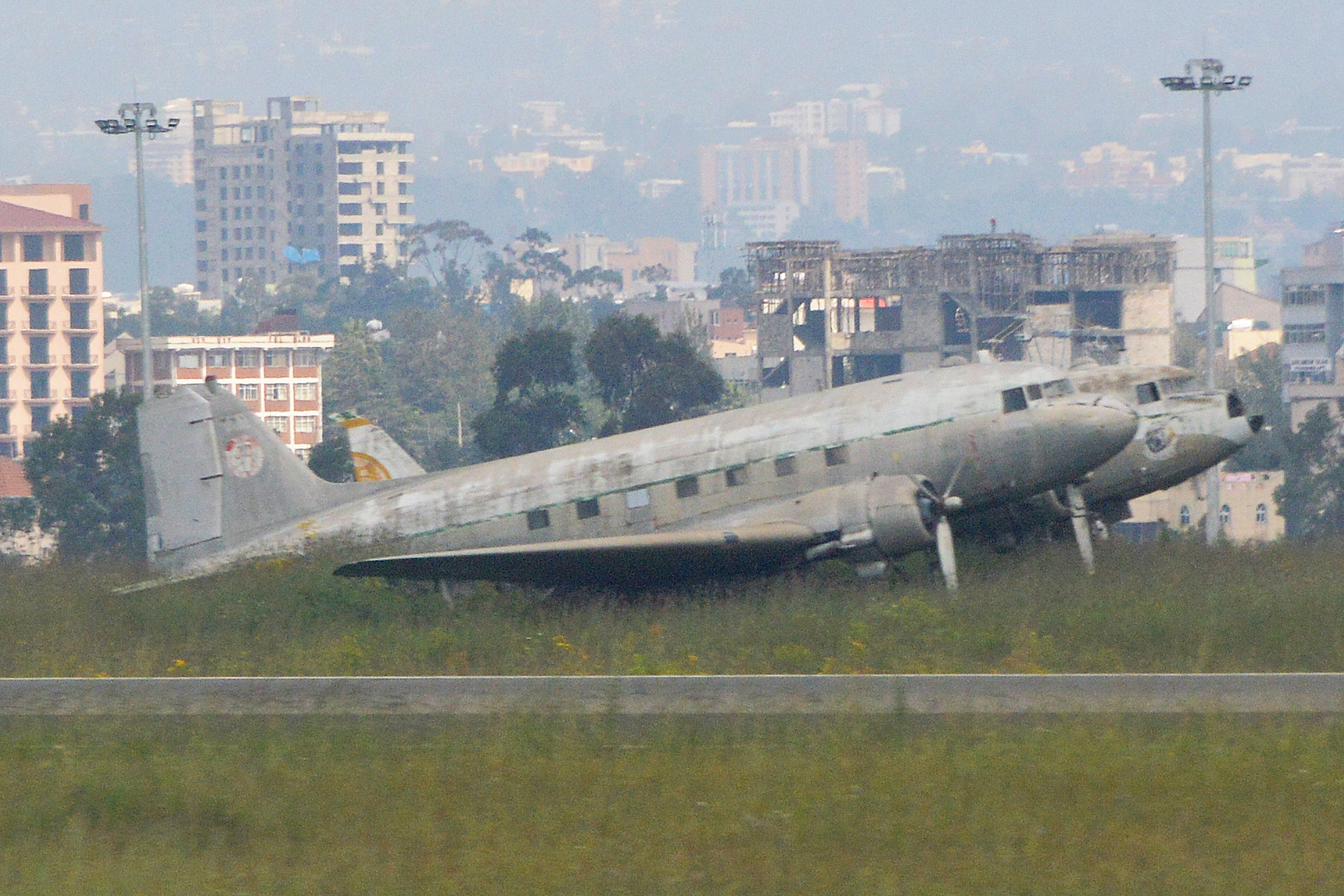
DC3 à l'abandon à Addis-Abeba celui de devant arbore la livrée des forces aériennes éthiopiennes

| Aéronefs                        | Origine                  | Type                                  | En service      | Versions                           |
| Avion de chasse                 | Avion de chasse          | Avion de chasse                       | Avion de chasse | Avion de chasse                    |
| ------------------------------- | ------------------------ | ------------------------------------- | --------------- | ---------------------------------- |
| Soukhoï Su-27                   | Russie                   | Avion de combat multirôle             | 146             | Su-27SKSu-27UBK                    |
| Soukhoï Su-30                   | Russie                   | Avion de combat multirôle             | 2+4             | Su-30K                             |
| Mikoyan-Gourevitch MiG-23       | Union soviétique         | Chasseur-bombardier                   | 9               | MiG-23BN/UB                        |
| Avion de transport              |                          |                                       |                 |                                    |
| Lockheed C-130 Hercules         | États-Unis               | Avion de transport                    | 212             | C-130BC-130EL-100-30               |
| Antonov An-12                   | Union soviétique         | Avion de transport                    | 3               |                                    |
| Antonov An-26                   | Union soviétique         | Avion de transport                    | 1               |                                    |
| Antonov An-32                   | Union soviétique         | Avion de transport                    | 1               |                                    |
| Yakovlev Yak-40                 | Union soviétique         | Avion de transport VIP                | 1               |                                    |
| Avion d'entraînement            |                          |                                       |                 |                                    |
| Grob G 120                      | Allemagne                | Avion d'entraînement                  | 6               | G 120TP                            |
| SIAI Marchetti SF.260           | Italie                   | Avion d'entraînement primaire         | 4               |                                    |
| Aero L-39 Albatros              | Tchécoslovaquie          | Avion d'entraînement                  | 12              |                                    |
| Hélicoptère                     |                          |                                       |                 |                                    |
| Sud-Aviation SA316 Alouette III | France                   | Hélicoptère utilitaire léger          | 6               | 20 livrés, 3 en service début 2020 |
| Mil Mi-8                        | Union soviétique/ Russie | Hélicoptère de transport              | 12              | Mi-8 HipMi-17 Hip H                |
| Mil Mi-24                       | Union soviétique/ Russie | Hélicoptère de combat et de transport | 153             | Mi-24Mi-35                         |
| AgustaWestland AW139            | Italie                   | Hélicoptère polyvalent                | 1               |                                    |

## Cocardes

Cocarde de l'époque Impérial 1946-1974
Cocarde de l'époque Impérial 1946-1974
Cocarde de l'époque du Derg
Cocarde de la République démocratique populaire d'Éthiopie et du Gouvernement de transition 1985-1996
Cocarde de 1996 à 2009?
Cocarde de 1996 à 2009?
Cocarde actuelle mis en place en 2019